# Barys Rahulja

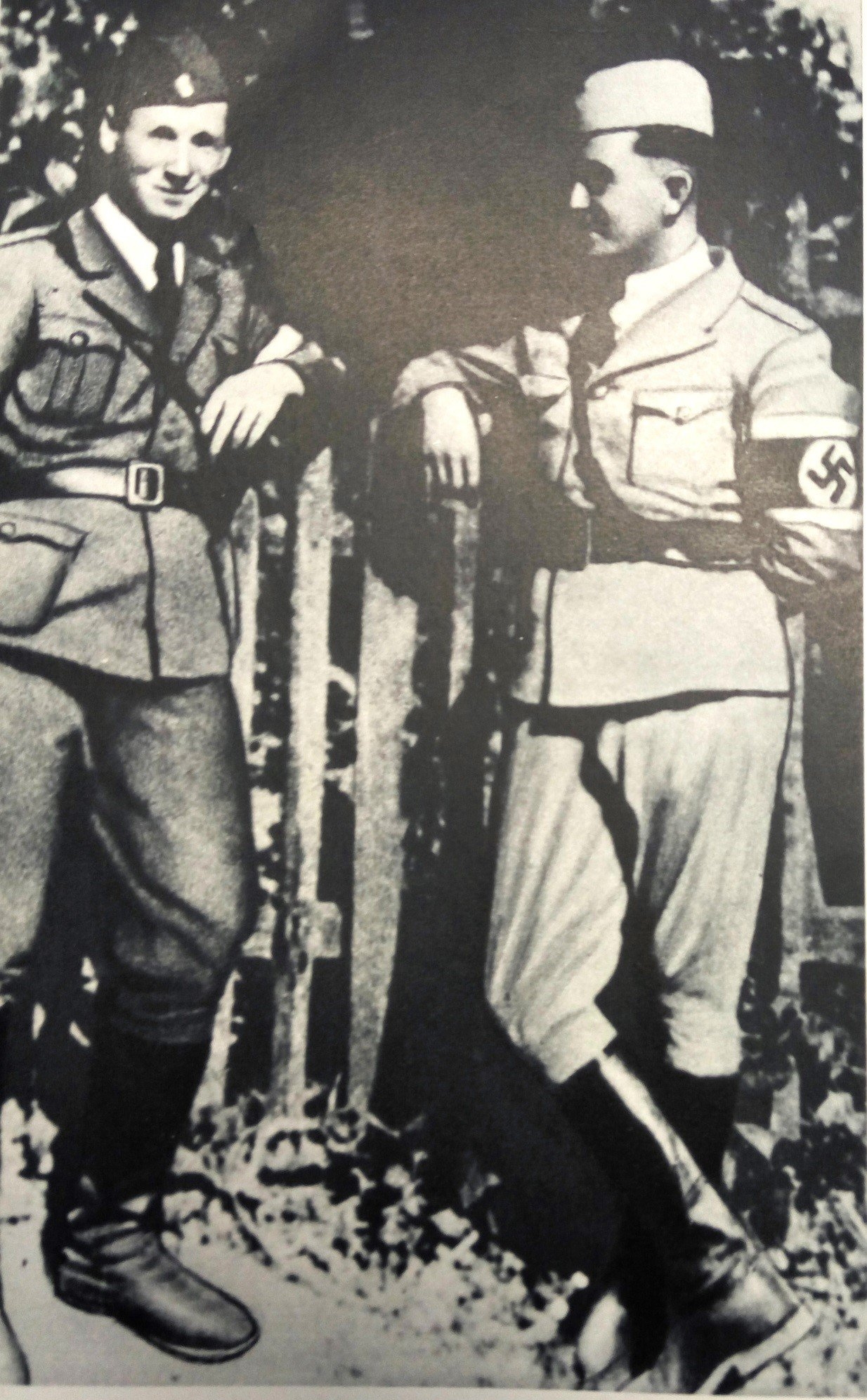
Jasep Saschytsch und Barys Rahulja (zwischen 1942 und 1944)

Barys Rahulja (belarussisch Барыс Рагуля; * 1. Januar 1920 in Turez bei Nawahrudak, Hrodsenskaja Woblasz; † 22. April 2005 in London, Kanada) war ein belarussischer Offizier der Weißruthenischen Heimwehr und politischer Aktivist.

## Leben
Barys Rahulja ging in Nawahrudak zur Schule, wo er jünger und weniger umsichtig als seine Mitschüler war. Er erhielt seinen Schulabschluss in den späten 1930ern. Im September 1938 wurde Rahulja als Reservist in die Polnische Armee eingezogen und befehligte im Juni 1939 als Leutnant etwa 60 Soldaten. Infolge der Sowjetischen Invasion Polens im September 1939 wurde Rahulja von der Roten Armee gefangen genommen und als Kriegsgefangener im Osten Polens festgehalten, bis er 1940 freigelassen wurde. Nachdem er bereits Deutsch an der Schule gelernt hatte, konnte er die Sprache am örtlichen Gymnasium unterrichten. Anfang 1941 wurde er vom NKWD aufgrund von politisch subversiven Bemerkungen verhaftet und bis zum Beginn der deutschen Besatzung im Sommer desselben Jahres in Minsk festgehalten.

### Zweiter Weltkrieg
Nach seiner Freilassung kehrte Rahulja nach Nawahrudak zurück und arbeitete als Dolmetscher und Verbindungsoffizier zwischen der deutschen Militäradministration und den örtlichen Funktionären, die von Radaslau Astrouski eingesetzt wurden. Er begleitete den Gebietskommissar Traub auf Reisen und war verantwortlich an der Verhörung von lokalen Bürgern, die verdächtigt wurden mit den Kommunisten zu sympathisieren. Er unterrichtete weiterhin Deutsch am Gymnasium in Nawahrudak und brachte seinen Schüler militärische Künste bei. Rahulja trat zusammen mit Stanislau Stankewitsch und Jury Sabaleuski dem Vertrauensrat von Generalkommissar Wilhelm Kube bei. Kurz nach der Ernennung von Curt von Gottberg zum Generalkommissar, wurde Rahulja damit beauftragt Freiwillige zur Gründung einer eigenen belarussischen Militäreinheit zu mobilisieren. Es gelang ihm 150 Personen zum Beitritt in das belarussische Eskadron zu bewegen, das im Herbst 1943 unter Führung der SS gegründet wurde. Sein Kavallerieschwadron wurde zu einem Bataillon erweitert und 1944 in die Weißruthenische Heimwehr übertragen. Rahulja selbst erhielt den Rang eines Majors. Des Weiteren war er einer der führenden Offiziere der Weißruthenischen Heimwehr. Zudem wurde Rahulja zum Repräsentanten des Weißruthenischen Zentralrats in der Region Nawahrudak ernannt. Ebenso war er Kommandeur einer weißrussischen Offiziersschule, die in Grafenwöhr errichtet wurde. Im Juli 1944 zog sich Rahulja nach Deutschland zurück. Ab September 1944 kommandierte er die Offiziersschule des Ersten Kaderbataillons der Weißruthenischen Heimwehr. Ab Dezember 1944 war Rahulja Verbindungsoffizier der 30. Waffen-Grenadier-Division der SS (weißruthenische Nr. 1).

### Exil
Nach dem Ende des Zweiten Weltkriegs gelang es ihm in Westdeutschland zu leben, wo er ein Mitglied der weißrussischen Exilgemeinde wurde. Während eines Aufenthalts in Belgien begann er mit den USA zusammenzuarbeiten und erhielt eine monatliche Bezahlung von 15.000 Belgischen Francs, die ihm monatlich von einem US-amerikanischen Mitarbeiter an sein Haus in Löwen geliefert wurde als Gegenleistung dafür, dass er Hauptansprechpartner für die Operation Aequor war. Diese Operation hatte zum Ziel die antikommunistischen Aktivitäten der Rada BNR zu fördern, illegal weißrussische Agenten in die Weißrussische Sozialistische Sowjetrepublik einzuschleusen sowie die Aktivitäten der übriggebliebenen Mitglieder der Widerstandsgruppe Schwarze Katzen zu koordinieren. Später zog Rahulja nach Kanada, wo er als Arzt arbeitete und am 22. April 2005 verstarb.